# Real Monasterio de Santa Ana (Badajoz)
El Real Monasterio de Santa Ana es un edificio declarado Bien de Interés Cultural en la ciudad de Badajoz (España). Sede de la orden de Santa Clara en dicha ciudad. El monasterio es un conjunto de amplias proporciones ubicado en el casco antiguo de la ciudad y prácticamente en su centro, pese a su aparente sencillez exterior, tiene un interesante y rico contenido tanto en el aspecto arquitectónico como en sus retablos, imaginería, pinturas, platería y archivos. 

## Historia
Fue fundado en 1518 por Leonor de Vega y Figueroa, mediante una bula del papa León X, perteneció a la jurisdicción de la provincia franciscana de San Miguel, y fue ocupado por la Orden de las Clarisas Franciscanas que con anterioridad estaban en la ciudad; de su fundadora tenemos datos en su lauda sepulcral que nos ilustra sobre su mandato durante cuarenta años como abadesa hasta su muerte acaecida el 17 de abril de 1558. También estuvo enterrada en el recinto, hasta su traslado a la Cripta Real del Monasterio de El Escorial, la reina Ana de Austria, cuarta esposa del rey Felipe II, que falleció en la ciudad tras una estancia de siete meses a su paso hacia Portugal y que se encontraba embarazada de cinco meses. 

### Accesos

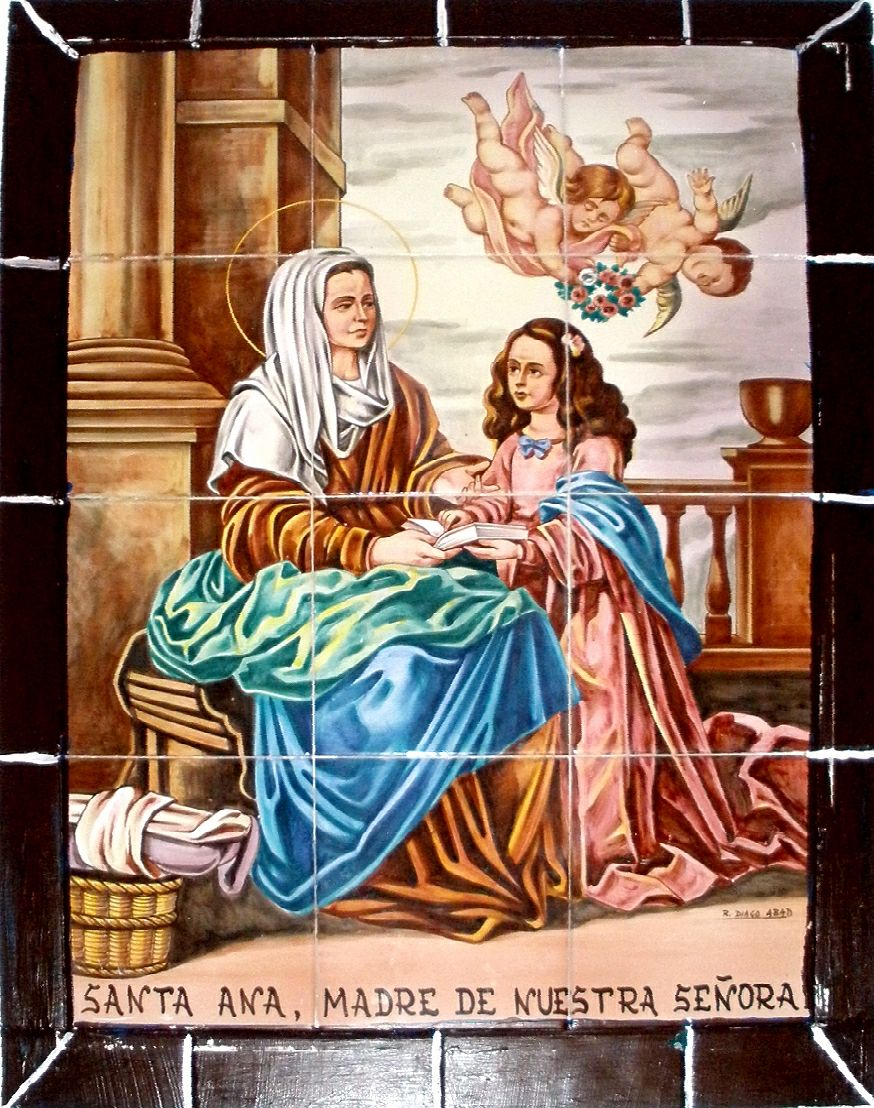
Azulejo de Santa Ana con la Virgen niña en la portería del Monasterio

Para acceder al monasterio existe una entrada por la calle Duque de San Germán 13C adaptada en 1972 para servicios de la Comunidad (lavandería y encuadernación). En la misma calle se conserva la primitiva entrada con portada de cantería y rematada con pinjantes y volutas decorativas que enmarcan el escudo franciscano. En el interior de este acceso se conserva el torno primitivo en el que nuevamente se ve el escudo de la Orden y una corona real.
En la calle Santa Ana se encuentra el acceso a la iglesia por una portada adintelada de mármol portugués, con una hornacina que contiene una imagen de Santa Ana y rematada por sendos escudos reales en mármol blanco colocados el 28 de octubre de 1771 pertenecientes a las Casas de Austria y de Borbón. En este mismo año el rey Carlos III lo acogió bajo se protección y le concedió el título de Real.

## La iglesia
La iglesia sufrió una importante transformación en el siglo XVIII aunque el presbiterio conserva la estructura original.
Exteriormente, por la parte de la iglesia el edificio presenta contrafuertes y una torre de dos cuerpos con el de campanas que tiene arcos de medio punto y rematada por un cupulín. Sobre la bóveda del presbiterio se levanta un torreón-mirador con celosía conventual de ladrillos, rematado con pináculos.

### Interior

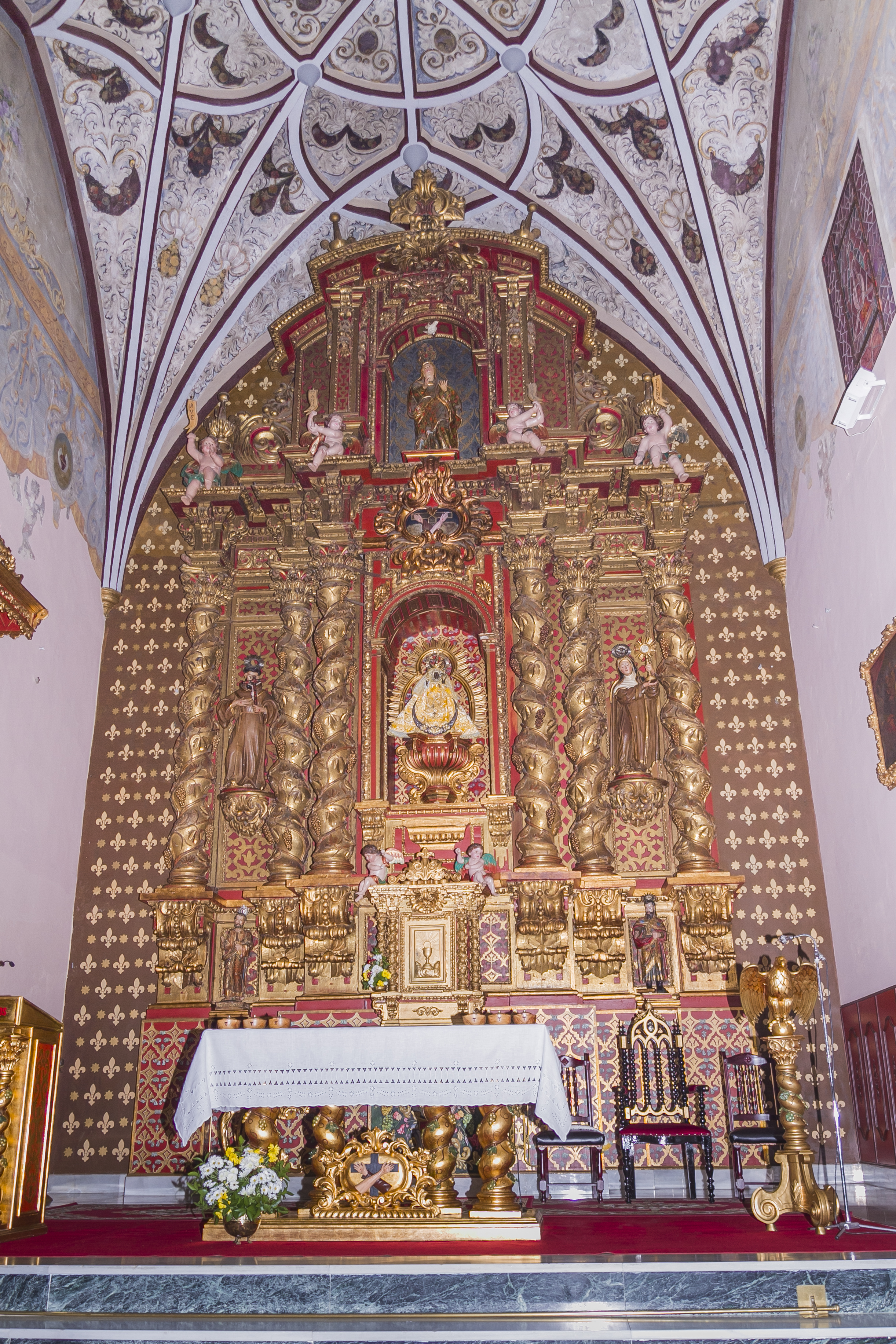
Retablo de la Iglesia del Real Monasterio de Santa Ana en Badajoz

La iglesia, es de una sola nave, se reconstruyó a finales del siglo XVII con cuatro tramos, su cubierta es de bóvedas vaídas que apoyan en pilastras y las roscas de los arcos de cantería. El presbiterio está cubierto por una bóveda de nervadura gótica tardía de la primera mitad del siglo XVI y el arco toral de acceso decorado con pinturas del siglo XVIII, atribuidas a Mures. En los paños de las bóvedas góticas se aprecian restos de pintura que recuerdan a las del arco toral. La iglesia posee coro alto y bajo a los pies.
La sacristía, en el lado del Evangelio es de planta rectangular y se cubre con bóveda de arista. Está decorada con tres lienzos que representan a San Francisco y a Santa Clara y por encima del torno un lienzo de la Dolorosa de Antonio Palomino. 
El presbiterio tiene un retablo central en madera dorada y policromada del siglo XVII, en su segunda mitad, compuesta de un cuerpo, tres calles y remate; tiene seis columnas salomónicas con cuatro angelotes sentados sobre las cornisas y dos sobre el sagrario. En la calle central una talla de la Virgen de las Virtudes y Buen Suceso, que forma parte del grupo de las Vírgenes Negras, popularmente «Morenita Antigua». Se considera como patrona de la ciudad, anterior a la Soledad. En las calles laterales un interesante conjunto de imágenes ; en el lado del evangelio talla de San Francisco, siglo XVII, y más abajo San Pedro, policromada, estofada y dorada, de principios del XVI. En el lado de la Epístola, Santa Clara, siglo XVII y más abajo San Pablo, siglo XVI y el remate una imagen de Santa Ana, también del XVI.
En los laterales del presbiterio se han empotrado dos lápidas funerarias, que antes estuvieron en el suelo, labradas en mármol en 1583, pertenecientes a D. Cristóbal de Fonseca y su mujer, Dª Beatriz Manuel, patronos del Convento.
Los dos últimos tramos del templo están ocupados por el coro que pertenece a la clausura; tiene sotocoro moderno con bóveda plana, el frente formado por un muro en el que destaca un gran vano adintelado separado del templo por una reja de hacia 1700, una cratícula barroca u una pequeña puerta adintelada.

### Arte sacro en la clausura
Dentro de la clausura destaca un pequeño crucifijo de madera noble, con numerosas reliquias de 1721 a 1724, es el llamado Cristo de la Salud, tallado en Jerusalén por el franciscano fray Miguel González, según inscripción en la misma pieza.

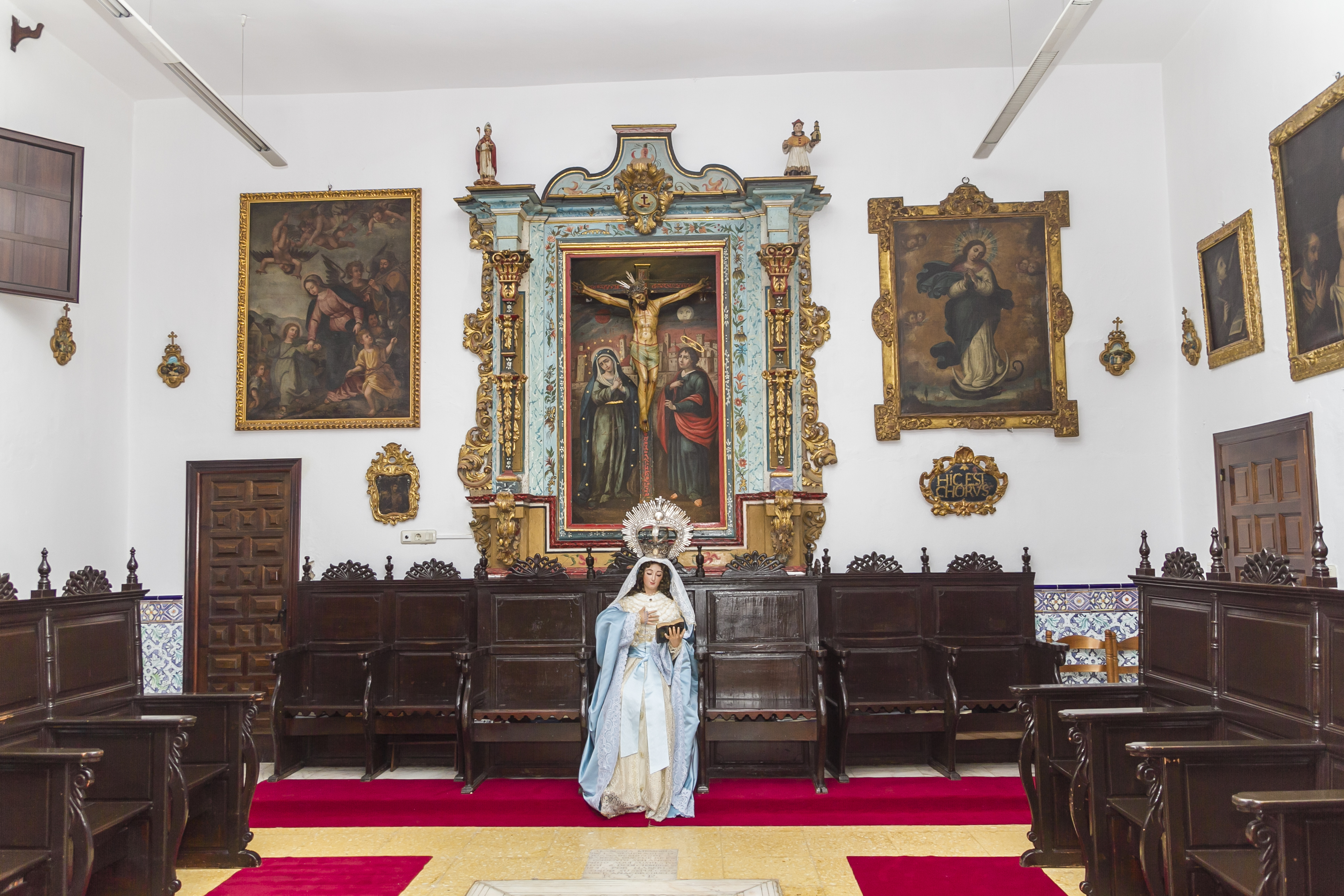
Coro del Real Monasterio de Santa Ana en Badajoz en el que la Virgen se encuentra sentada en el centro como madre abadesa.

En el coro bajo nos encontramos con el enterramiento de la Comunidad, dos criptas que señalan su entrada mediante inscripciones sobre piedras de mármol alusivas al mismo. Delante de esta entrada está la piedra funeraria que describe los despojos mortales de la reina Ana de Austria, mandada colocar por su hijo el rey Felipe III. Más adelante otros sepulcros de miembros de la Comunidad.

### Coro
Presidiendo el coro bajo un Calvario del siglo XVI de técnica mixta: El Crucificado es una talla y la Virgen y San Juan son pinturas sobre tabla. Tras la reja se encuentra una abundante iconografía de distintas advocaciones tanto en tallas como en pinturas, todas ellas de importante valor artístico. Las paredes decoradas con motivos florales y un frontal de cerámica portuguesa de mitad del XVII, cuyo motivo Eucarístico representa un pelícano con sus polluelos. A la izquierda de este lugar, una pintura mural de Mures que representa a los arcángeles San Miguel con la espada y San Gabriel con la azucena, ambos sosteniendo un escudo oval.
Asimismo se encuentra una sillería coral de nogal presidida por una imagen de Ntra. Sra. de la Encarnación de candelero del XVIII.
En el coro alto está ubicada una de las partes del museo que contiene lienzos pintados, tallas y otros objetos de arte. Posee un importante fondo de platería en el que destacan dos campanillas flamencas de XVI y una custodia, cruz procesional y un trono de la escuela salmantina de XVIII.

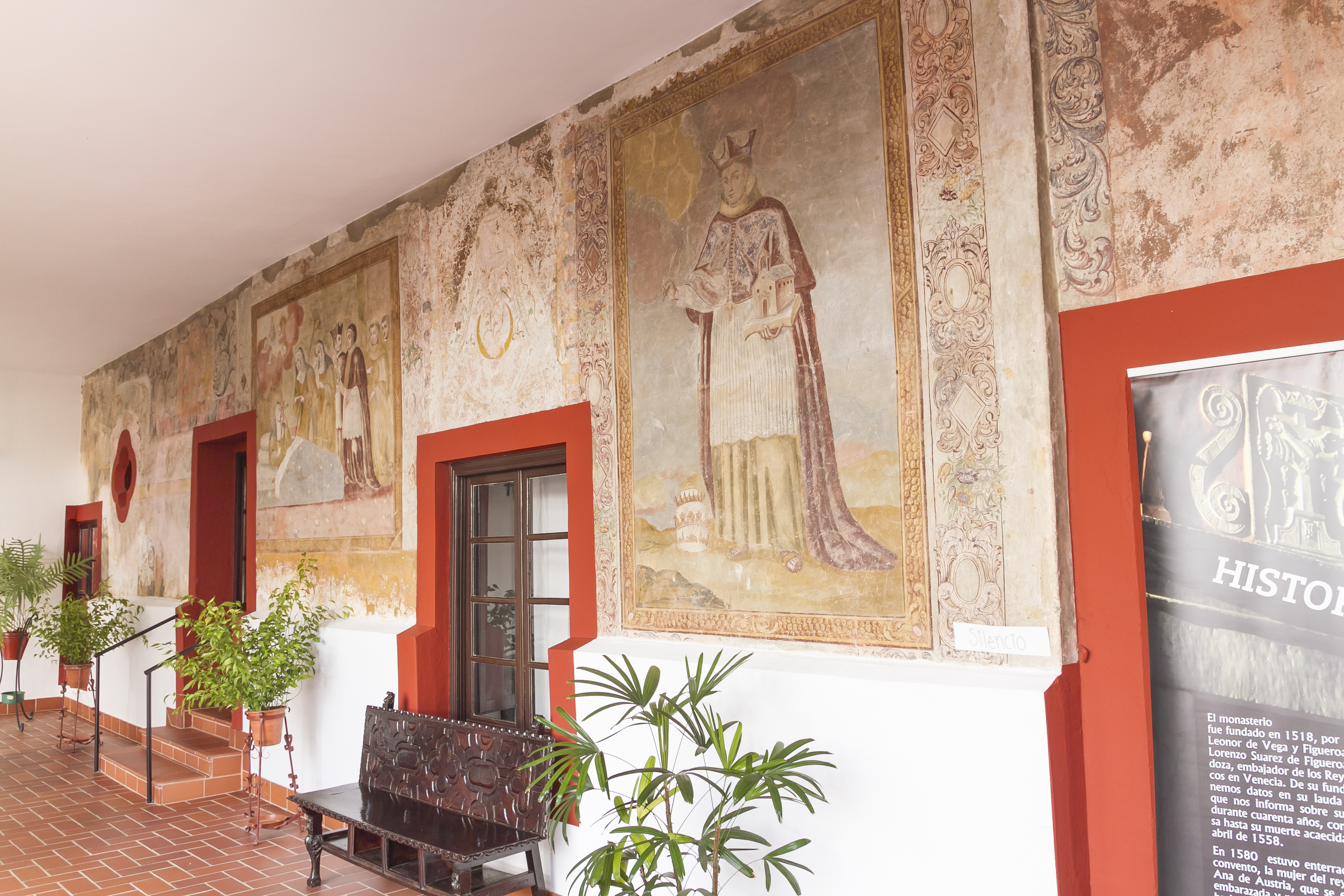
Pinturas murales del claustro del Real Monasterio. S XVIII

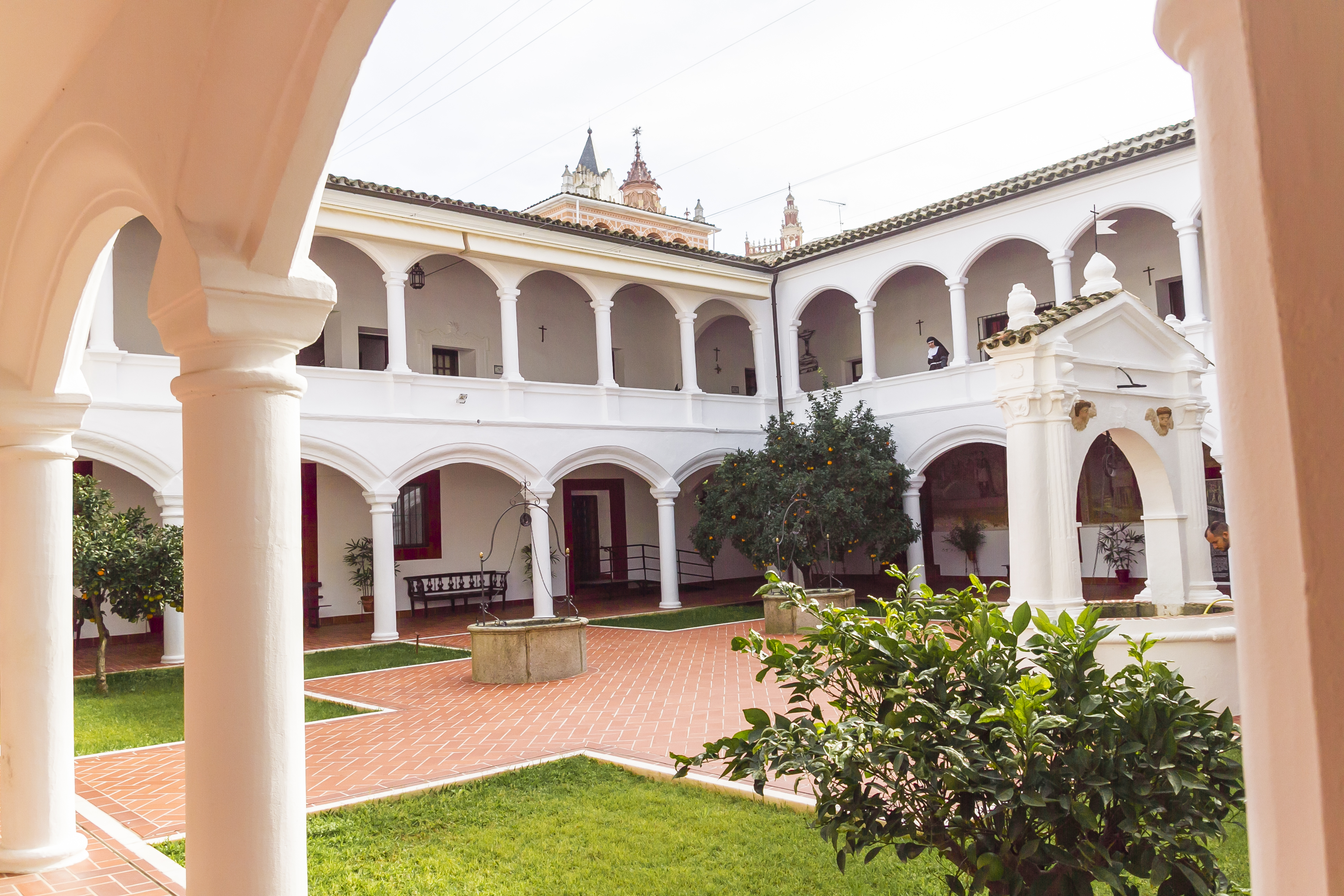
Claustro del Monasterio

Existe un claustro de estilo mudéjar del siglo XVI, transformado por importantes obras de restauración en la primera mitad del siglo XVIII y las efectuadas al final de la década de 1980; tiene cuatro crujías que se cierran con arcos escarzanos. Está decorado con pinturas murales realizadas por Clemente García Mures entre 1759 y 1760. Estas pinturas llegaron a decorar los dos pisos y otras zonas de clausura. En el año de 1929, Adelardo Covarsí publica un estudio de las pinturas murales citadas:

No terminaremos sin insistir a cerca del inmueble atractivo de los frescos de Santa Ana. Sin que tales pinturas puedan juzgarse cosa excepcional, ni mucho menos; poseen sin embargo importancia en el ambiente anodino del Badajoz de sus tiempos, y dignas por lo tanto, de su conservación, como recuerdo de un artista que no dejó de revelar cualidades de pintor estimable, especialmente interpretando la parte de flores tan sobresaliente en casi todas las composiciones reseñadas.

Con fecha 2 de abril de 1991 el Consejo de Gobierno de la Junta de Extremadura acordó la declaración del Real Monasterio de Santa Ana como Bien de Interés Cultural, con categoría de Monumento.

## Cofradía en el monasterio
Se funda en el año 1982 saliendo en un primer momento con el Resucitado de la Iglesia de San Andrés. Su sede se encuentra en el Real Monasterio de Santa Ana.
Esta cofradía saca dos pasos por Semana Santa: el Santísimo Cristo Resucitado(imagen realizada en 1992 en los Talleres Religiosos de Olot)y María Santísima Madre de la Iglesia, también denominada Virgen de la Aurora (talla de Santiago Arolo Viñas de 1986).